# Glycyphana luzonica
Glycyphana luzonica es una especie de escarabajo del género Glycyphana, familia Scarabaeidae. Fue descrita científicamente por Moser en 1917.
Se distribuye por Filipinas. Mide 14,5-16,5 milímetros de longitud.